# La Petite Fille au tambour
Cet article concerne le roman. Pour l'article sur le film, voir La Petite Fille au tambour (film, 1984).
La Petite Fille au tambour (titre original en anglais : The Little Drummer Girl) est un roman d'espionnage de l'écrivain britannique John le Carré, publié en 1983. Il ne présente pas le célèbre personnage George Smiley.

## Résumé
L'histoire retrace les manipulations de Martin Kurtz, un maître espion israélien qui essaye d'assassiner un palestinien appelé « Kahlil », auteur d'attentats à la bombe contre des cibles juives en Europe, et particulièrement en Allemagne.

## Honneurs
La Petite Fille au tambour occupe aussi la 68e place au classement des cent meilleurs livres policiers de tous les temps établi en 1995 par l'association des Mystery Writers of America.

## Adaptations
- 1984 : La Petite Fille au tambour (The Little Drummer Girl), film américain de George Roy Hill, avec Diane Keaton (VF : Béatrice Delfe[1]) (Charlie), Yorgo Voyagis (Joseph) et Klaus Kinski (Kurtz). Ce film change le personnage de Charlie, d'une Anglaise d'une vingtaine d'années à une Américaine trentenaire.

- 2018 :The Little Drummer Girl, mini-série en 6 épisodes, avec Alexander Skarsgård, Michael Shannon, Florence Pugh, réalisée par Park Chan-wook.